# Wu-chaj
Wu-chaj (čínsky 乌海, pchin-jinem Wūhǎi) je městská prefektura v Čínské lidové republice, kde patří do autonomní oblasti Vnitřní Mongolsko. Leží na Žluté řece mezi pouštěmi Gobi a Ordos. Město vzniklo v roce 1976 sloučením dvou sídel na protilehlých březích řeky.
Město má rozlohu 1754 čtverečních kilometrů a v roce 2000 v něm žilo přes 400 tisíc obyvatel.